# Črnkovci
Črnkovci su naselje u Hrvatskoj, regiji Slavoniji u Osječko-baranjskoj županiji i pripadaju općini Marijanci

## Zemljopisni položaj
Zemljopisni položaj naselja je vrlo povoljan s obzirom na državnu cestu D34 koja prolazi cijelim naseljem. Prema sjeverozapadu cesta vodi prema gradu Donjem Miholjcu, a prvim naseljem s kojim graniči su Podgajci Podravski. Južnoistočno graniči s Marijancima, zapadno s Bočkincima, a istočno s Gatom i Veliškovcima naseljima u sastavu grada Belišća. Naselje se nalazi na dvije rijeke: rijeci Karašici i rijeci Dravi.

## Stanovništvo
| broj stanovnika | 473   | 463   | 443   | 511   | 570   | 593   | 565   | 637   | 722   | 865   | 1046  | 985   | 884   | 941   | 889   | 810   | 634   |
|                 | 1857. | 1869. | 1880. | 1890. | 1900. | 1910. | 1921. | 1931. | 1948. | 1953. | 1961. | 1971. | 1981. | 1991. | 2001. | 2011. | 2021. |

## Gospodarstvo
Nekada se u Črnkovcima nalazila poveća gospodarsko-poljoprivredna zona za proizvodnju i obradu poljodjelskih kultura, ali je tijekom rata propala. Naselje ima nekoliko malih obrtnika, a glavna gospodarska grana je poljoprivreda. Naselje se polako obnavlja i raste novi dijelovi sela s mlađim naraštajima. Selo je poznato po velikom mlinu koji je nažalost izvan uporabe, ali njegova konstrukcija se visoko uzdiže iz daljine. I dan danas selo je poznato po proizvodnji kruha i ostalih pekarskih proizvoda.

## Obrazovanje
U selu se nalazi škola do 4. razreda koja radi u sklopu Osnovne škole "Hrvatski sokol" Podgajci Podravski.

## Religija
Vjernici naselja Črnkovci pripadaju katoličkoj župi Sv. Martina biskupa u Podgajcima Podravskim i donjomiholjačkom dekanatu Đakovačko-osječke nadbiskupije. U selu postoji novosagrađena rimokatolička crkva Sv. Lovre u ulice Kardinala Alojzije Stepinca. Ujedno je to i zaštitnik naselja, a crkveni god ili kirvaj se slavi na 10. kolovoza. Više od 90% stanovnika je rimokatoličke vjeroispovijesti.

## Šport
NK Mladost Črnkovci natječe se u sklopu 2. ŽNL NS Valpovo – NS Donji Miholjac.

## Ostalo
- Dobrovoljno vatrogasno društvo Črnkovci, osnovano 1927.
- Športsko ribolovno društvo "Šmuđ" Črnkovci
- Udruga mladih "Bećari" Črnkovci

## Vanjska poveznica
- http://www.marijanci.hr/
- http://os-hrvatskisokol-podgajcipodravski.skole.hr/  Arhivirana inačica izvorne stranice od 2. veljače 2014. (Wayback Machine)